# Slovénie aux Jeux olympiques d'hiver de 2014
La Slovénie participe aux Jeux olympiques d'hiver de 2014 à Sotchi en Russie du 7 au 23 février 2014. Il s'agit de sa septième participation à des Jeux d'hiver.
Avec 8 médailles dont deux en or, la Slovénie réalise ses meilleurs Jeux olympiques d'hiver.

## Liste des médaillés
| Sport                  | Discipline                    | Athlète(s)    | Date       |
| Médaille d'or : 2      |                               |               |            |
| Ski alpin              | Descente femmes               | Tina Maze     | 12 février |
| Ski alpin              | Slalom géant femmes           | Tina Maze     | 18 février |
| Médaille d'argent : 2  |                               |               |            |
| Saut à ski             | Petit tremplin hommes         | Peter Prevc   | 9 février  |
| Snowboard              | Slalom parallèle hommes       | Žan Košir     | 22 février |
| Médaille de bronze : 4 |                               |               |            |
| Biathlon               | Poursuite femme               | Teja Gregorin | 11 février |
| Ski de fond            | Sprint femme                  | Vesna Fabjan  | 11 février |
| Saut à ski             | Grand tremplin hommes         | Peter Prevc   | 15 février |
| Snowboard              | Slalom géant parallèle hommes | Žan Košir     | 19 février |

| Sport       | Médaille d'or, Jeux olympiques | Médaille d'argent, Jeux olympiques | Médaille de bronze, Jeux olympiques | Total |
| ----------- | ------------------------------ | ---------------------------------- | ----------------------------------- | ----- |
| Ski alpin   | 2                              | 0                                  | 0                                   | 2     |
| Saut à ski  | 0                              | 1                                  | 1                                   | 2     |
| Snowboard   | 0                              | 1                                  | 1                                   | 2     |
| Biathlon    | 0                              | 0                                  | 1                                   | 1     |
| Ski de fond | 0                              | 0                                  | 1                                   | 1     |
| Total       | 2                              | 2                                  | 4                                   | 8     |

## Hockey sur glace

### Tournoi masculin

#### Effectif
- Gardiens : Robert Kristan (HK Nitra), Andrej Hočevar (Épinal), Luka Gračnar (EC Red Bull Salzbourg).
- Défenseurs : Blaž Gregorc (HC Pardubice), Žiga Pavlin (IF Troja-Ljungby), Andrej Tavželj (Rouen), Aleš Kranjc (Kölner Haie), Klemen Pretnar (EC VSV), Mitja Robar (Krefeld Pinguine), Sabahudin Kovačevič (Saryarka Karaganda), Matic Podlipnik (Dukla Jihlava).
- Attaquants : Žiga Jeglič (ERC Ingolstadt), Rok Tičar (Kölner Haie), Robert Sabolič (ERC Ingolstadt), Marcel Rodman (Schwenninger Wild Wings), Jan Urbas (EHC Munich), Jan Muršak (HK CSKA Moscou), Aleš Mušič (HDD Olimpija Ljubljana), Boštjan Goličič (Briançon), Anže Kopitar (Kings de Los Angeles), David Rodman (IK Oskarshamn), Žiga Pance (HC Bolzano), Tomaž Razingar (IF Troja-Ljungby), Miha Verlič (HDD Olimpija Ljubljana), Anže Kuralt (Épinal).
- Entraîneur : Matjaž Kopitar.

#### Résultats

##### Tour préliminaire
| Clt   | Équipe     | PJ | V | VP | D | DP | BP | BC | Diff | Pts |
| ----- | ---------- | -- | - | -- | - | -- | -- | -- | ---- | --- |
| +001, | États-Unis | 3  | 2 | 1  | 0 | 0  | 15 | 4  | 11   | 8   |
| +002, | Russie     | 3  | 1 | 1  | 0 | 1  | 8  | 5  | 3    | 6   |
| +003, | Slovénie   | 3  | 1 | 0  | 1 | 0  | 6  | 11 | -5   | 3   |
| +004, | Slovaquie  | 3  | 0 | 0  | 2 | 1  | 2  | 11 | -9   | 1   |

| 13 février 2014 | Russie | 5-2 (2-0, 1-2, 2-0) | Slovénie | Palais des glaces Bolchoï 11 653 spectateurs |

| Feuille de match | Feuille de match | Feuille de match            | Feuille de match                                                                    | Feuille de match                                                       |
| ---------------- | --- | --------------------------- | ----------------------------------------------------------------------------------- | ---------------------------------------------------------------------- |
|                  | A. Ovetchkine (I. Malkine, A. Siomine) — 1 min 17 s I. Malkine (A. Ovetchkine , I. Medvedev) — 3 min 54 s I. Kovaltchouk (I. Malkine, A. Radoulov) — 37 min 48 s (SN) V. Nitchouchkine (A. Terechtchenko) — 43 min 59 s A. Belov (N. Nikitine, A. Terechtchenko) — 47 min 53 s | 1-0 2-0 2-1 3-1 3-2 4-2 5-2 | Ž. Jeglič (M. Robar) — 21 min 43 s Ž. Jeglič (R. Sabolič, A. Kopitar) — 38 min 52 s | Arbitrage : Dave Jackson Vladimír Šindler Lonnie Cameron Chris Carlson |
| Semion Varlamov  | Gardiens | Robert Kristan              |                                                                                     | Arbitrage : Dave Jackson Vladimír Šindler Lonnie Cameron Chris Carlson |
| 6 min            | Pénalités | 6 min                       |                                                                                     | Arbitrage : Dave Jackson Vladimír Šindler Lonnie Cameron Chris Carlson |
| 35               | Tirs | 14                          |                                                                                     | Arbitrage : Dave Jackson Vladimír Šindler Lonnie Cameron Chris Carlson |

| 15 février 2014 | Slovaquie | 1-3 (0-0, 0-0, 1-3) | Slovénie | Palais des glaces Bolchoï 7 438 spectateurs |

| Feuille de match | Feuille de match                                    | Feuille de match | Feuille de match | Feuille de match                                                   |
| ---------------- | --------------------------------------------------- | ---------------- | --- | ------------------------------------------------------------------ |
|                  | T. Jurčo (T. Záborský, Z. Chára) — 59 min 42 s (SN) | 0-1 0-2 0-3 1-3  | R. Tičar (Ž. Jeglič, R. Sabolič) — 43 min 23 s (SN) T. Razingar (J. Urbas, M. Rodman) — 48 min 59 s A. Kopitar (J. Muršak) — 49 min 22 s | Arbitrage : Konstantin Olenine Tim Peel Derek Amell Ivan Dedioulia |
| Jaroslav Halák   | Gardiens                                            | Robert Kristan   | | Arbitrage : Konstantin Olenine Tim Peel Derek Amell Ivan Dedioulia |
| 8 min            | Pénalités                                           | 10 min           | | Arbitrage : Konstantin Olenine Tim Peel Derek Amell Ivan Dedioulia |
| 28               | Tirs                                                | 31               | | Arbitrage : Konstantin Olenine Tim Peel Derek Amell Ivan Dedioulia |

| 16 février 2014 | Slovénie | 1-5 (0-2, 0-2, 1-1) | États-Unis | Chaïba Arena 4 892 spectateurs |

| Feuille de match | Feuille de match                              | Feuille de match        | Feuille de match | Feuille de match                                             |
| ---------------- | --------------------------------------------- | ----------------------- | --- | ------------------------------------------------------------ |
|                  | M. Rodman (D. Rodman, J. Urbas) — 59 min 42 s | 0–1 0–2 0–3 0–4 0–5 1–5 | P. Kessel (J. Pavelski) — 1 min 4 s P. Kessel (J. Pavelski, B. Orpik) — 4 min 33 s P. Kessel (J. Van Riemsdyk, J. Pavelski) — 31 min 5 s R. McDonagh (B. Wheeler, T. Oshie) — 32 min 17 s D. Backes (R. Callahan, D. Brown) — 43 min 26 s | Arbitrage : Mike Leggo Jyri Rönn Miroslav Valach Mark Wheler |
| Luka Gračnar     | Gardiens                                      | Ryan Miller             | | Arbitrage : Mike Leggo Jyri Rönn Miroslav Valach Mark Wheler |
| 4 min            | Pénalités                                     | 6 min                   | | Arbitrage : Mike Leggo Jyri Rönn Miroslav Valach Mark Wheler |
| 18               | Tirs                                          | 28                      | | Arbitrage : Mike Leggo Jyri Rönn Miroslav Valach Mark Wheler |

##### Tour qualificatif
| 18 février 2014 | Slovénie | 4-0 (2-0, 1-0, 1-0) | Autriche | Palais des glaces Bolchoï 6 821 spectateurs |

| Feuille de match | Feuille de match | Feuille de match | Feuille de match | Feuille de match                                                             |
| ---------------- | --- | ---------------- | ---------------- | ---------------------------------------------------------------------------- |
|                  | A. Kopitar (R. Tičar, Ž. Jeglič) — 5 min 29 s (SN) J. Urbas (S. Kovačevič) — 11 min 57 s (IN) S. Kovačevič (D. Rodman, J. Muršak) — 23 min 21 s J. Muršak (D. Rodman) — 57 min 2 s (CV) | 1-0 2-0 3-0 4-0  |                  | Arbitrage : Dave Jackson Vladimír Šindler Tommy George Christopher Woodworth |
| Robert Kristan   | Gardiens | Mathias Lange    |                  | Arbitrage : Dave Jackson Vladimír Šindler Tommy George Christopher Woodworth |
| 6 min            | Pénalités | 10 min           |                  | Arbitrage : Dave Jackson Vladimír Šindler Tommy George Christopher Woodworth |
| 35               | Tirs | 30               |                  | Arbitrage : Dave Jackson Vladimír Šindler Tommy George Christopher Woodworth |

##### Quarts de finale
| 19 février 2014 | Suède | 5-0 (1-0, 0-0, 4-0) | Slovénie | Palais des glaces Bolchoï 7 325 spectateurs |

| Feuille de match | Feuille de match | Feuille de match    | Feuille de match | Feuille de match                                                  |
| ---------------- | --- | ------------------- | ---------------- | ----------------------------------------------------------------- |
|                  | A. Steen (D. Alfredsson, E. Karlsson) — 18 min 50 s (SN) D. Sedin (L. Eriksson) — 41 min 42 s L. Eriksson (N. Bäckström, J. Oduya) — 48 min 4 s C. Hagelin (N. Kronwall, J. Ericsson) — 51 min 27 s C. Hagelin (E. Karlsson) — 56 min 10 s | 1–0 2–0 3–0 4–0 5–0 |                  | Arbitrage : Brad Meier Vladimír Šindler Chris Carlson Mark Wheler |
| Henrik Lundqvist | Gardiens | Robert Kristan      |                  | Arbitrage : Brad Meier Vladimír Šindler Chris Carlson Mark Wheler |
| 8 min            | Pénalités | 8 min               |                  | Arbitrage : Brad Meier Vladimír Šindler Chris Carlson Mark Wheler |
| 38               | Tirs | 19                  |                  | Arbitrage : Brad Meier Vladimír Šindler Chris Carlson Mark Wheler |